# Eupithecia anactoria
Eupithecia anactoria là một loài bướm đêm trong họ Geometridae.